# 異種原子
異種原子（いしゅげんし）あるいはエキゾチック原子（エキゾチックげんし、exotic atom）は、通常の原子を構成する電子・陽子・中性子以外の粒子を含んだ原子である。ここでの原子とは、電荷の力によって粒子が結合した状態を指す。主に原子核物理学の分野で使われる。
例えば、原子の中の電子は、μ粒子や π− のような1価の負電荷を持つ粒子で置き換えることができる。また、条件は厳しくなるが、陽子も、1価の正電荷を持つ粒子で置き換えることができる。
ただし、陽電子・反陽子・反中性子からなる反原子（反物質を構成する原子）は、通常の原子の電荷対称な系にすぎず、異種原子とはしない。

## 異種原子の例

### 同種の粒子と反粒子の組み合わせ
ポジトロニウム
電子と陽電子 (e±) が準安定な配置となった系。水素原子の陽子を陽電子で置き換えた状態。
パイオニウム
正反のパイ中間子 (π±) で構成される。
プロトニウム
陽子と反陽子 (p±) が準安定な配置となった系。水素原子の電子を反陽子で置き換えた状態。
励起子
励起した半導体や絶縁体の中での、電子と正孔との束縛状態。

### 異種粒子の組み合わせ
ミューオニウム
正の電荷を持つ反ミュー粒子 (μ+) と電子 (e－) で構成される。
ミュオニック原子
電子 (e－) の1つもしくは複数を、負の電荷を持つミュー粒子 (μ－) で置き換えた。
中間子原子
電子 (e－) の1つもしくは複数を、負の電荷を持つ中間子で置き換えた。
K中間子水素
中間子原子の1種。水素原子の電子 (e－) をK中間子 (K－) で置き換えた。

反陽子ヘリウム
ヘリウム原子核 (α2+)、電子 (e－)、反陽子 (p－) からなる原子。ヘリウム原子に2つある電子のうち1つを反陽子で置き換えた。
ストレンジ物質
たくさんのストレンジクォークの塊の周囲を超濃密な電子 (e－) がとりまいている。まだ仮説に過ぎず、発見されていない。